# 2702 Batrakov
2702 Batrakov је астероид са средњом удаљеношћу од Сунца која износи 3,439 астрономских јединица (АЈ).
Апсолутна магнитуда астероида је 11,5.